# Marco Knippen
Marco Knippen (Haarlem, 1970) is een voormalig sport- en onderzoeksjournalist.

## Loopbaan
Knippen begon in 1998 als voltijds sportjournalist bij het Noordhollands Dagblad en was in de periode 2008-2012 en aansluitend van 2013 tot 2015 uitgeleend specialist tennis en atletiek voor eerst de Geassocieerde Pers Diensten (GPD) en daarna De Persdienst (DPd). Hij versloeg voor die samenwerkingsverbanden de Olympische Spelen, WK's en EK's atletiek, de grandslamtoernooien tennis en de Davis- en Fed Cup.
In 2022 stapte Knippen over naar dagblad Trouw. Nog geen jaar later nam hij afscheid van de (sport)journalistiek.
Vanaf 2014 concentreerde Knippen zich vooral op onderzoek in de sport. Doping, moderne sportslavernij, (seksueel) grensoverschrijdend gedrag en bestuurlijke integriteit waren zijn belangrijkste onderzoeksthema's.
In 2016 droeg hij bij aan SportsLeaks.com en DopingLeaks.com, een internationaal platform voor klokkenluiders in de sportwereld. Dat had betrekking op doping, matchfixing en corruptie.

## Erkenning
Voor zijn reportages in 2015 over doping en corruptie in de Keniaanse atletiek, waarbij hij samenwerkte met Hajo Seppelt van de Duitse omroep ARD, werd Knippen door de Nederlandse Sport Pers (NSP) uitgeroepen tot 'sportjournalist van het jaar'.
In de reportage 'Sportslavernij en mensenhandel' onthulde hij in 2017, in samenwerking met ARD en het Britse dagblad The Guardian, de uitbuiting en exploitatie van Afrikaanse atleten na hun nationaliteitswijziging, wat leidde tot de aanscherping van de 'transferregels' door het Internationaal Olympisch Comité.
In 2018 bracht Knippen samen met Nieuwsuur-collega Guido van Gorp misbruik van schildkliermedicatie in het topschaatsen aan het licht.
Al langer deed Knippen onderzoek naar grensoverschrijdend gedrag in het turnen. In het interview Ik was bezeten en ik ben niet de enige gaf Gerrit Beltman als eerste toonaangevende coach in de zomer van 2020 toe dat hij bij het trainen van jonge turnsters ver over de schreef was gegaan. Zijn bekentenis en de getuigenissen van tien geanonimiseerde turnsters over hem en andere topcoaches, die ook internationaal stof deden opwaaien, maakten veel los: er volgde een onafhankelijk onderzoek naar de decennialange wantoestanden. Na de schokkende uitkomsten maakten gymnastiekbond KNGU en sportkoepel NOC*NSF in 2021 openlijke excuses, volgden tuchtzaken tegen diverse coaches en kwam er een financiële tegemoetkomingsregeling voor 166 slachtoffers.
In het verlengde bracht Knippen, met een klokkenluidersrol voor oud-danser Kim Koumans, in de zomer van 2021 stelselmatige misstanden in de danssector naar buiten. Ook dat leidde tot een onafhankelijk onderzoek, en het resulteerde na vastgestelde excessen in overheidsbemoeienis om tot een veilig(er) sportklimaat te komen.
Zijn turnpublicaties bezorgden Knippen de journalistieke vakprijs De Tegel in de categorie Interview en de 'Scoop van het Jaar' van de NSP.

## Nevenactiviteiten
In 2008 werd de door Knippen geschreven autobiografie van de Nederlands-Keniaanse atlete Lornah Kiplagat uitgebracht.
Van april 2018 tot en met begin juni 2023 maakte Knippen deel uit van het bestuur van de Nederlandse Sport Pers: het eerste jaar was hij penningmeester, de laatste vier jaar voorzitter. Vanwege zijn vertrek uit de sportjournalistiek trad hij als preses terug.

## Prijzen
- De Tegel 2020 (categorie Interview; turnbekentenis)
- Scoop van het Jaar 2020 (turnpublicaties)
- Sportjournalist van het Jaar 2015 (dopingpublicaties)